# Никольский (Эртильский район)
Никольский — посёлок в Эртильском районе Воронежской области.
Входит в состав городского поселения Эртиль.

## География
В посёлке имеются три улицы — Котовского, Кутузова и Тимирязева.

## Население
| 2000 | 2010 |
| ---- | ---- |
| 165  | ↘89  |